# I Jean Assollant
- (fr) Cet article est partiellement ou en totalité issu de l’article de Wikipédia en français intitulé « Jean Assollant » (voir la liste des auteurs).

I Jean Assollant na Bernache-Assollant (26 septambra 1905 - 7 may 1942) dia mpanamory fiaramanidina frantsay. Anisan'ny andrin'ny famoriana fiaramanidina tamin'izany fotoana, nanana ny lazany izy tamin'ny maha-mpamory fiaramanidina tamin'ny sidina Oiseau Canari azy, tamin'ny taona 1929 izany, izay nanamarika ny fandalovan'ny frantsay voalohany tamin'ny Atlantika Avaratra.

## Mombamomba
I Jean Charles Abel Bernache-Assollant, na antsoina amin'ny anarana hoe Jean Assollant, dia teraka tao Versailles ny 26 septambra 1905 .
Tami'nny taona 1924, taorian'ny nidirany tao amin'ny tafika an-dranomasina frantsay, dia niditra tao amin'ny tafika an-habakabaka izy teo amin'ny faha-19 taonany.. Serizà-sefon'ny regimanta faha 34 ao amin'ny tafika an-habakabaka ao Bourget izy no nalai'i Armand Lotti ho mpamory fiaramanidina mpanampy, niaraka tamin'i René Lefèvre. 
Ny fiampitana dia natao ny 13 jona 1929, niaraka tamin'ny mpandeha antsokosoko voalohany teo amin'ny tantarana ny famoriana fiaramanidina, i Arthur Schreiber.
Rahefa lasa mpanamory fiaramanidina izy, dia niasa voalohany tao amin'ny Kaompania Iraisampirenena Fanamoriana fiaramanidina Frantsay-RomanaFranco-Roumaine" ary nihazo an'i Madagascar ka niara-niasa tamin'i René Lefèvre niandraikitra ny Fitantanana an'i Madagasikara. 
Tonga tany niaraka tamin'ity farany izy rehefa avy namory ny fiaramanidina roa voalohany an'ny orinasa avy any amin'ny tanibe Frantsa:  SPCA 218 C.

### Ady lehibe faharoa
Mpilatsaka antsitrapo tami'nny 1939 nifanehitra tamin'ny "Allemagne nazie" izy, Niditra tao amin’ny vondron’ny mpiady an’habakabaka III/6 na "Groupe de chasse III/6" izy tany Chartres.
Tamin’ny 15 martsa 1940 dia lasa kapiteny izy ary nahazo fandresena roa tamin’ny ady an’habakabaka. Noho izany dia noderaina manokana tamin’ny Tafika an’habakabaka izy. Rehefa vita ny fifanarahana fampitsaharana ady tamin’ny jona 1940 dia niala tamin’ny miaramila tany Alger izy ary niverina tany Madagasikara, ka nanokatra zotra an’habakabaka mampitohy an’i Madagasikara sy nosy La Réunion izy.

### Fahafatesana
Tamin’ny 7 mey 1942, nandritra ny fanafihana an’i Diégo-Suarez, dia namory ny fiaramanidina Morane-Saulnier MS.406 (nomerao 995) avy amin’ny Escadrille de Chasse No 565 izy.
Teo no nifanehitra taminy ny vondrona fiaramanidina Martlet mpiady sivy  britanika avy amin’ny Squadron 881 an’ny Fleet Air Arm, izay niala avy tao amin’ny sambo mpiady HMS Illustrious. Voatifitra ka latsaka sy nirehitra ny fiaramanidiny, ary tsy afa-niala izy.

## Fiainana manokana
Voalohany, i Jean Assollant dia nanambady  tovovavy Amerikana iray, Pauline Parker no anarany, izay nihaona taminy tany New York  telo ambin’ny folo andro mialoha ny mariazy.
Nisaraka izy ireo vetivety taorian’izay, ary tamin’ny 1934 dia nanambady an’i Suzanne Vigaud indray izy.

## Mari-boninahitra
- Chevalier de la Légion d'honneur (1929)

## Loharano
1. ↑  « Faire une recherche - Mémoire des hommes », sur memoiredeshommes.sga.defense.gouv.fr (consulté le 28 octobre 2021).
2. ↑  Eric Blanchais, « MémorialGenWeb Fiche individuelle », sur memorialgenweb.org (consulté le 28 octobre 2021).
3. ↑  Cassagne 2009, p. 8
4. ↑  Page sur Jean Assollant
5. 1 2  Cassagne 2009, p. 42

## Jereo ihany koa

### Loharanom-boky
- Georges Cassagne, Mimizan-les-Bains : première traversée française de l'Atlantique nord, Biarritz, Atlantica, juin 2009, 47 p. (ISBN 978-2-7588-0244-0)
- Bernard Marck, Dictionnaire universel de l'aviation, Paris, Tallandier, 2005, 1129 p. (ISBN 2-84734-060-2), p. 45.

### Lahatsoratra mifandraika
- Histoire de l'aviation
- 1929 en aéronautique
- Oiseau Canari
- Armand Lotti
- René Lefèvre
- Arthur Schreiber

### Rohy ivelany
- Une longue page très richement documentée sur Jean Assollant, sur le site personnel de François-Xavier Bibert
- Biographie de Jean Bernache-Assollant sur le site Aviation-Ancienne